# Rufino de Elizalde
Rufino Jacinto de Elizalde (Buenos Aires, 16 de agosto de 1822 — Buenos Aires, 13 de março de 1887) foi um político argentino que serviu como Ministro das Relações Exteriores de seu país de 12 de outubro de 1862 a 6 de setembro de 1867, durante o mandato do presidente Bartolomé Mitre.